# Nonacris chilensis
Nonacris chilensis är en tvåvingeart som beskrevs av Lindner 1943. Nonacris chilensis ingår i släktet Nonacris och familjen vapenflugor. Inga underarter finns listade i Catalogue of Life.